# Бейнаско
Бейнаско (італ. Beinasco, п'єм. Beinasch) — муніципалітет в Італії, у регіоні П'ємонт,  метрополійне місто Турин.
Бейнаско розташоване на відстані близько 530 км на північний захід від Рима, 11 км на південний захід від Турина.
Населення — 18 237 осіб (2014).
Щорічний фестиваль відбувається 25 липня. Покровитель — San Giacomo.

## Демографія
Населення за роками:

Станом на 1 січня 2023 року в муніципалітеті офіційно проживали 1052 іноземці з 60 країн, серед них 517 громадян країн Євросоюзу та 12 громадян України.

## Сусідні муніципалітети
- Нікеліно
- Орбассано
- Турин